# 69 (posição sexual)
69 é uma posição sexual em que duas pessoas buscam o prazer ao mesmo tempo através do sexo oral simultâneo; posição em que cada cabeça está localizada em sentido contrário, com a boca posicionada próxima ao órgão genital, permitindo fazer sexo oral ao mesmo tempo.
Isso pode ser feito com os parceiros deitados um em cima do outro, de lado a lado, ou alternativamente, um parceiro pode estar de pé e manter o outro de cabeça para baixo.
Nesta posição, os parceiros podem ainda, comodamente, inserir dedos ou diversos objetos alternativos dentro da vagina ou do ânus do(a) parceiro(a) para proporcionar prazer adicional.

## Origem
O termo deriva do fato de os números 6 e 9 serem iguais quando rodados 180 graus. Além disso, o próprio formato dos números lembra corpos voltados um para o outro, com um deles (o seis) de cabeça para baixo.

## Cuidados
Os parceiros que fazem sexo com a boca no pênis ou na vagina (genitálias), correm o risco de contrair ISTs. Recomenda-se o uso de camisinha.
Um indivíduo no momento do 69 podem lamber o ânus do(a) parceiro(a), uma região que possui diversas bactérias.

## Execução
A forma tradicional da posição sexual 69 é a mais fácil, em que um indivíduo está deitado, com o peitoral para cima, e o outro está por cima em posição contrária de 180º graus (mas não deitando em cima do outro para não pressionar o diafragma e não sufocar); posição em que a cabeça de cada indivíduo da relação sexual está localizada em sentido contrário, fazendo com que a boca esteja posicionada próximo ao órgão genital do parceiro, permitindo assim fazerem o sexo oral simultaneamente.
Entre parceiros heterossexuais, com o homem deitado e a mulher por cima, a posição tradicional da mais liberdade à mulher, que possui mais espaço para movimentar-se durante a prática e, ainda, pode conduzir a língua do parceiro, pois poderá movimentar o quadril com mais facilidade. Para ajudar na excitação, massagear a glande é uma alternativa.
Existe ainda a posição "69 Moebius", onde um indivíduo da relação sexual fica deitado com a cabeça virada para o lado, enquanto o outro indivíduo tem o quadril de lado com a cabeça e o tronco de bruços sob o corpo do parceiro.

## Vantagens
Além de proporcionar o prazer simultâneo, potencializa a liberdade das posições sexuais e a intimidade do relacionamento, fortalecendo os laços sexuais com uma relação sexual mais prazerosa.

## Representações culturais

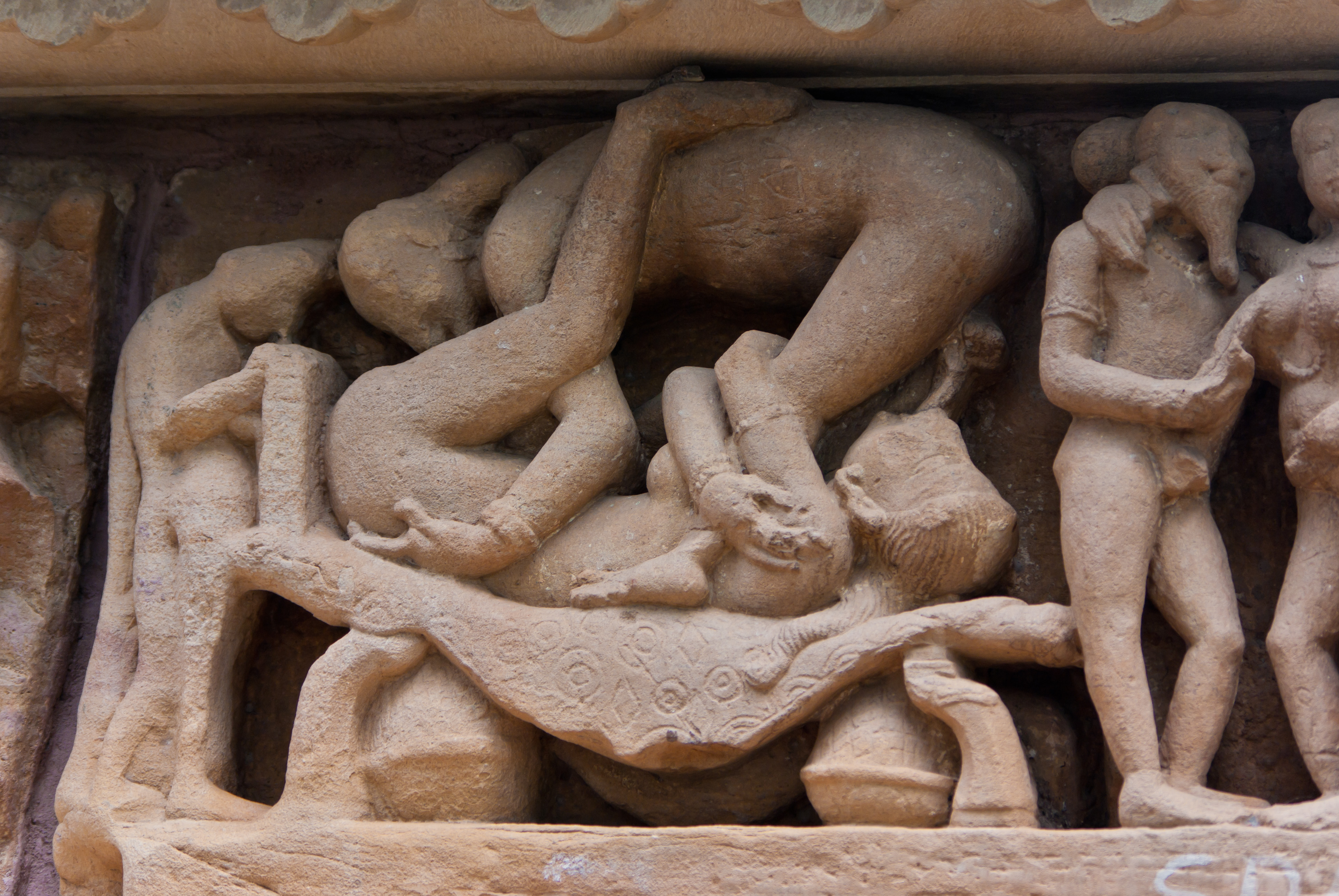
Detalhe de um alto relevo do templo de Lakshmana em Khajuraho
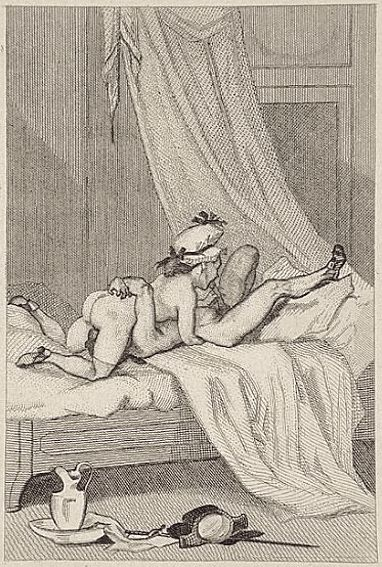
Gravura de Félicien Rops (1865) para Le Diable au corps de Nerciat
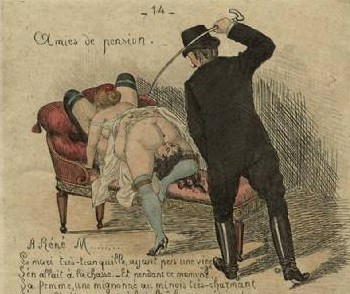
Amies de pension, ilustração por volta de 1890
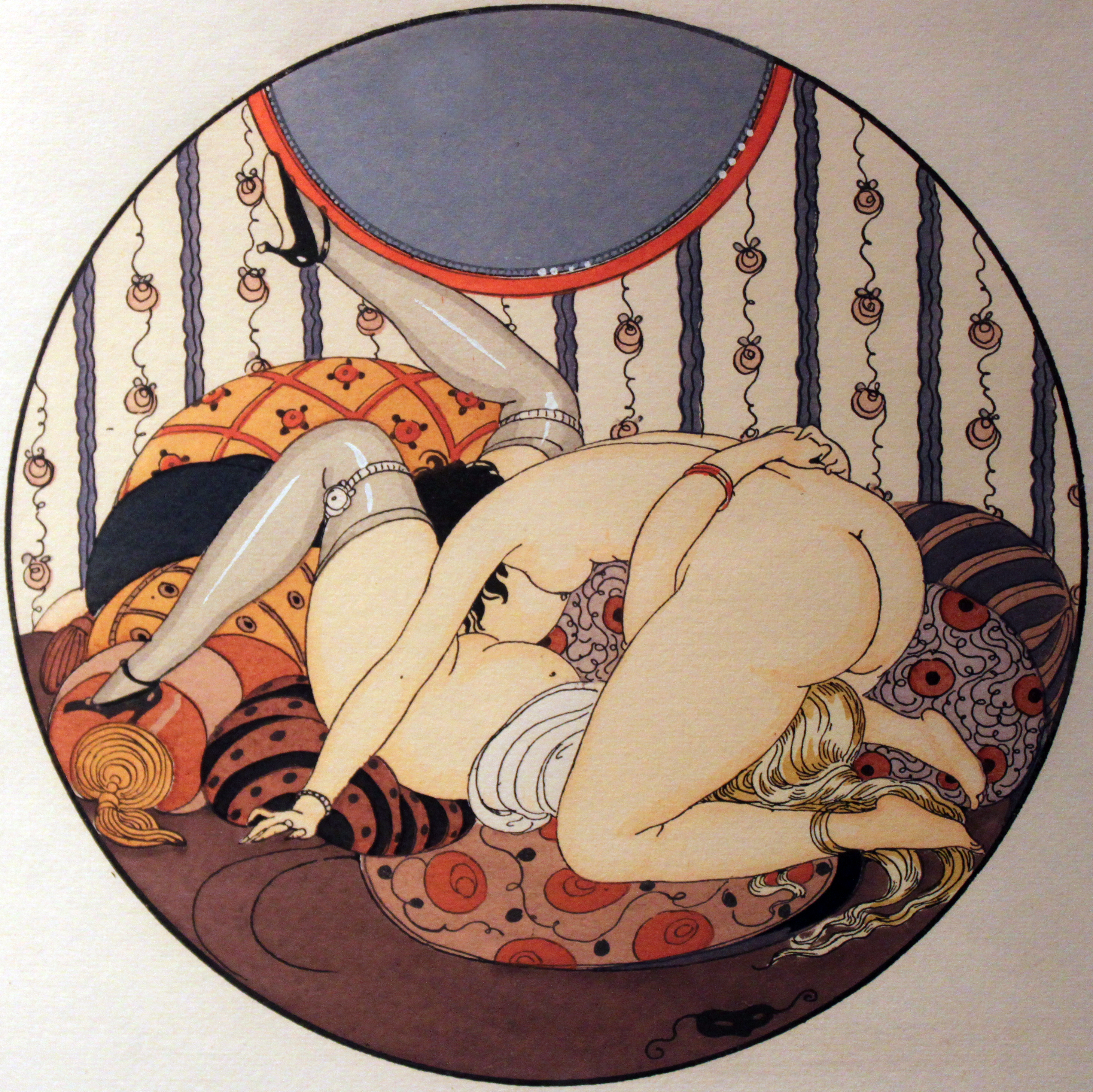
Aquarela de Gerda Wegener, Les Délassements d'Éros (1925)
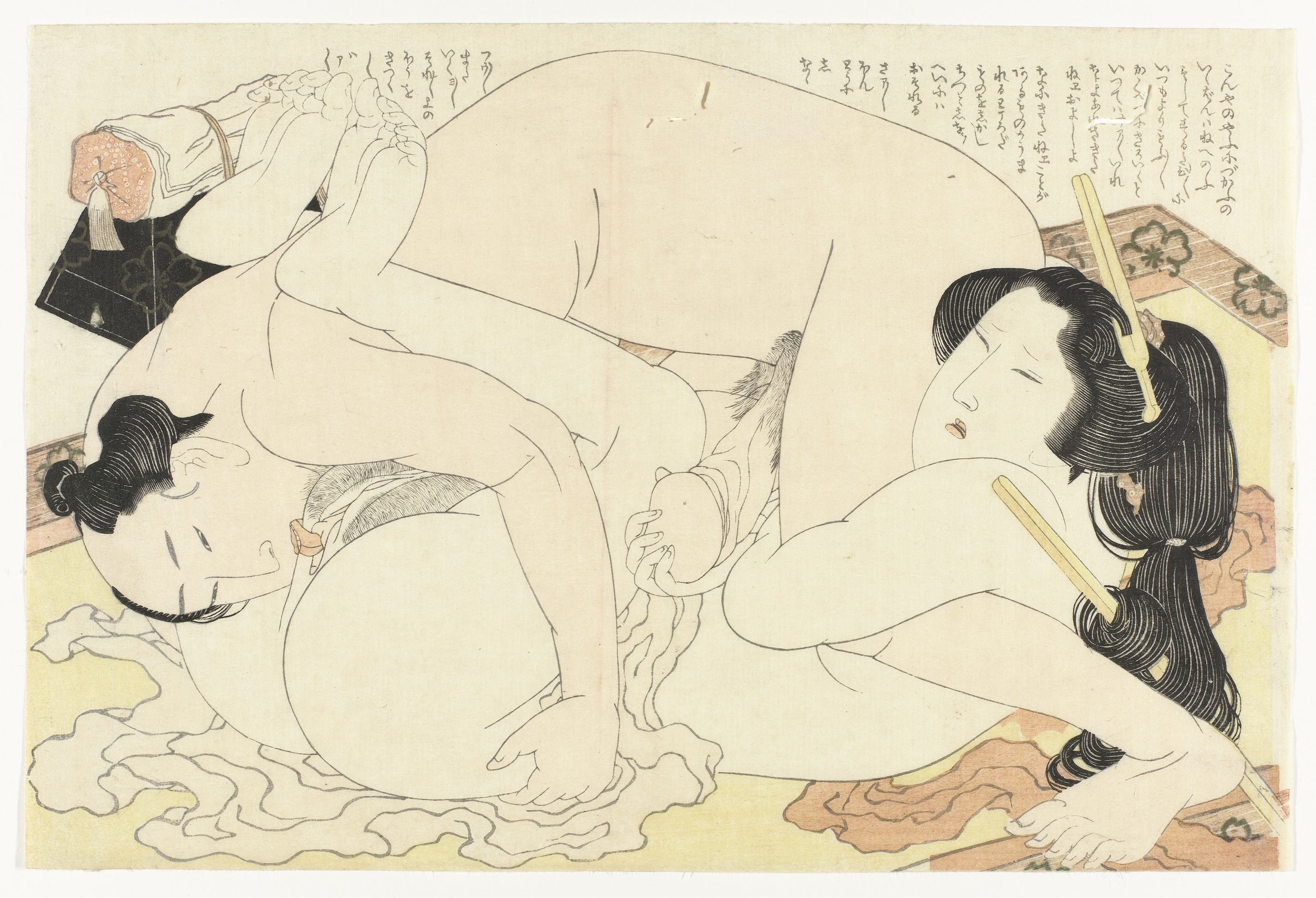
Representação do 69 por Hokusai
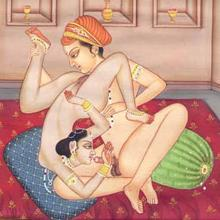
Representação do 69 no Kamasutra
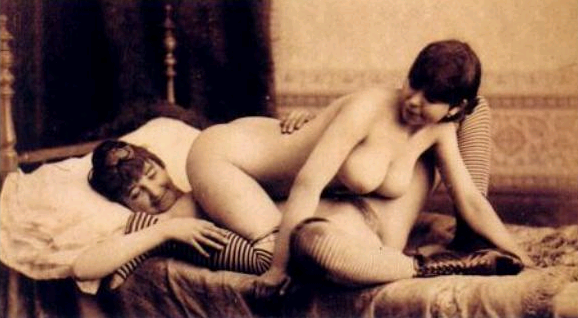
Duas mulheres na posição 69 (fotografia de 1883)